# Monica Rahanitraniriana
Monica Rahanitraniriana là một vận động viên chạy nước rút Olympic Malagasy. Cô đại diện cho đất nước của mình trong cuộc tiếp sức 4 × 100 mét nữ tại Thế vận hội Mùa hè 2000. Thời gian của đội của cô ấy ở vòng loại là 43,61, sau đó là 43,98 ở bán kết.